# Mycalesis watsoni
Mycalesis watsoni är en fjärilsart som beskrevs av Evans 1912. Mycalesis watsoni ingår i släktet Mycalesis och familjen praktfjärilar. Inga underarter finns listade i Catalogue of Life.